# ريكي طومسون
ريكي طومسون (بالإنجليزية: Rickey Thompson)، المولود في 6 فبراير 1996 في رالي، كارولاينا الشمالية، هو ممثل أمريكي وممثل كوميدي وشخصية على الإنترنت. لقد صعد إلى الصدارة في مقاطع الفيديو الكوميدية التي ينشرها على إنستغرام وفاين سابقًا. لعب دور البطولة في مسلسل يوتيوب بريميم رباعية (2016-2018).

## الحياة و الوظيفة
نشأ طومسون في رالي، كارولاينا الشمالية. التحق مدرسة ميلبروك الثانوية، حيث كان يؤدي بانتظام في الإنتاج المسرحي وتعرض للتنمر أيضًا لكونه غاي. خلال هذا الوقت ، نشر مقاطع فيديو على يوتيوب حول تجربته مع التنمر وكذلك عن الموضة. كما أنه استخدم فاين لنشر مقاطع فيديو كوميدية عن نفسه، وعادة ما يتحدث مباشرة إلى الكاميرا.
عندما كان عمره 17 عامًا، شارك كايلي جينر أحد مقاطع الفيديو الخاصة به، مما أدى إلى زيادة ملفه الشخصي على المنصة. جمع 2.5 مليون متابع بحلول الوقت الذي أغلق فيه غاي في عام 2016. ثم بدأ طومسون في نشر مقاطع فيديو قصيرة على إنستغرام واستمر في زيادة متابعيه على وسائل التواصل الاجتماعي. لقد حقق الدخل من مقاطع الفيديو الخاصة به من خلال المنشورات الترويجية وظهور الضيوف في الأحداث وفي مقاطع الفيديو الأخرى.
لعب دور البطولة في سلسلة الويب يوتيوب رباعية من 2016 إلى 2018.
في عام 2018 ، روى طومسون عدة فواصل لألبوم أمين واحد فاصلة خمسة وظهر أيضًا في الفيديو الموسيقي "بكرة في". أرسلت أمين رسالة مباشرة إلى طومسون على إنستغرام لدعوته للمشاركة في الألبوم. في شهر ديسمبر من ذلك العام، سار في أول عرض أزياء له للمصمم ألكسندر وانغ.
ظهر طومسون في فيلم الكوميديا الكوميدية لعام 2022 وقت جيد للحداد مع ماشين غان كيلي ووضع الصوت.

## الحياة الشخصية
انتقل طومسون إلى لوس أنجلوس بعد المدرسة الثانوية لمتابعة مهنة في صناعة الترفيه وقرر التخلي عن الكلية. لديه أيضًا اهتمام كبير بالموضة.
طومسون غاي علانية. ظهر على موقع تويتر في عام 2016.

## وصلات خارجية
- ريكي طومسون على موقع IMDb (الإنجليزية)